# Gaston Dethier
Gaston Marie Dethier (* 19. April 1875 in Lüttich; † 26. Mai 1958 in New York City, New York) war ein belgisch-amerikanischer Organist und Komponist.

## Leben
Gaston Dethier war der älteste von sieben Söhnen des Orgel- und Kompositionslehrers Émile Dethier, am Konservatorium von Lüttich, der ihn auch dort unterrichtete. Er wurde elfjährig Organist an der Renaissance-Orgel der Stiftskirche Saint Jacques. Seine Konservatoriumsstudien schloss er mir ersten Preisen in den Fächern Orgel, Klavier, Harmonie- und Fugenlehre ab. Auf Anraten von Alexandre Guilmant ließ er sich im Alter von 19 Jahren in den USA nieder. Bis 1907 war er Organist an St. Xavier in New  York. 1905 holte ihn Frank Damrosch als Orgellehrer an das New York Institute of Musical Art. Nach dem Ausscheiden Carl Friedbergs 1918 wurde er hier auch Klavierlehrer und von 1907 bis 1945 Lehrer an der Juilliard School. Dethier war Mitbegründer der American Guild of Organists. Einer seiner Brüder war der Geiger Édouard Dethier.
Bekannt wurden seine Orgelstücke Christmas und Aria (1899).